# Helanódicas

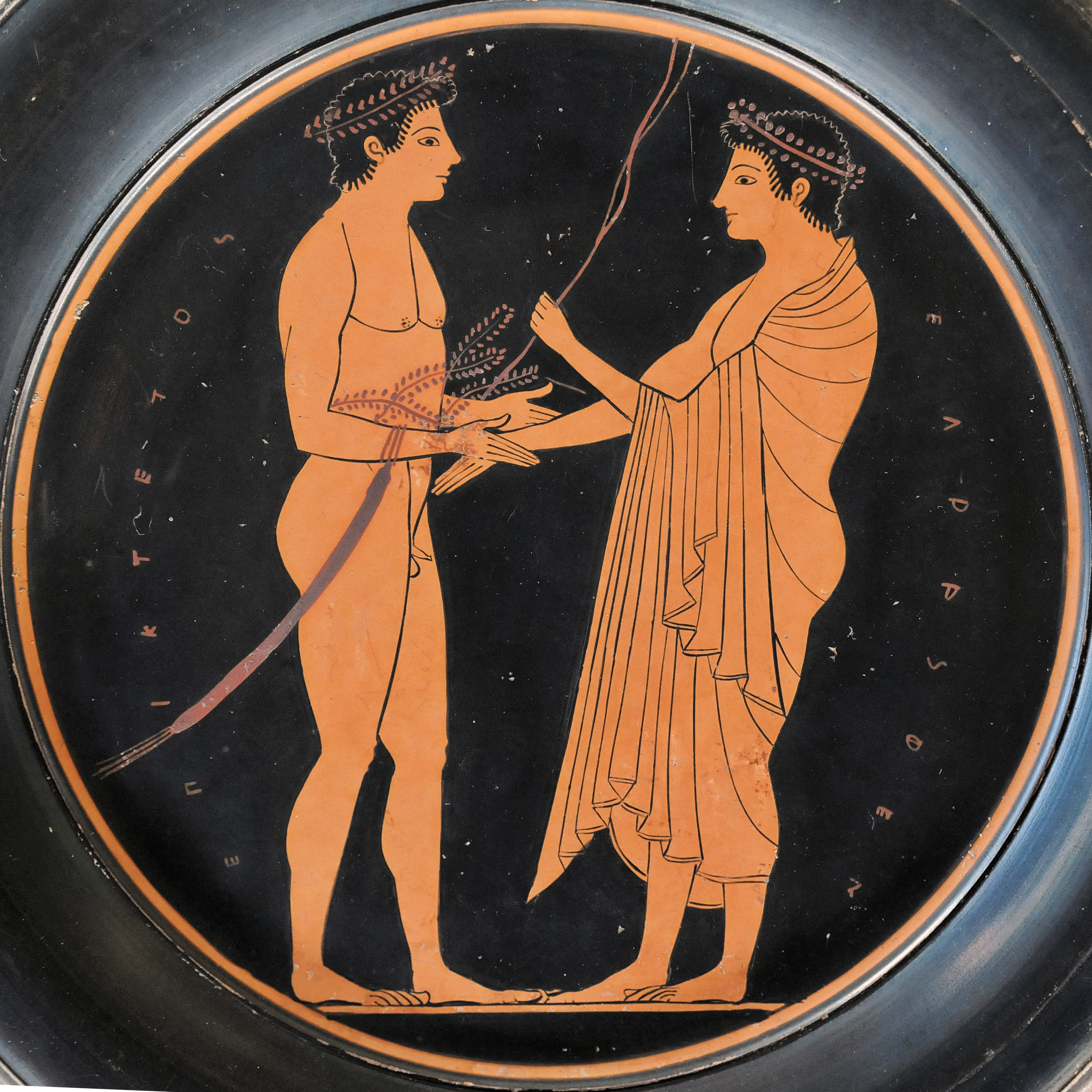
Tondo de Epicteto con una escena de palestra: un helanódica entrega ramas de palma, tenias y una corona de olivo al vencedor. Plato ático de cerámica de figuras rojas hallado en Vulci, 520 – 510 a. C. Museo del Louvre.

Los helanódicas (en griego Ἑλλανοδίκαι, hellanodikai, literalmente ‘jueces de los griegos’) eran los jueces de los antiguos Juegos Olímpicos, y el éxito de éstos se atribuye a sus esfuerzos. Fue su obligación sagrada mantener las normas y legado de los juegos, así como mantener el respeto a sus normas. Originalmente recibían el nombre de ἀγωνοθέται (agonothetai, literalmente organizadores de los juegos).
Originalmente sólo existía un helanódica, pero se amplió el número hasta incluso doce, aunque en 348 a. C. eran diez. Supervisaban eventos individuales como inspectores.
Los jueces eran acogidos por los habitantes de Elis, al ser esta ciudad la responsable de la organización de los juegos. Originalmente el puesto era hereditario pero esto cambió, y un eleo de cada una de las familias reinantes era elegido hellanódikos. Su puesto era válido para una olimpiada, y las elecciones se repetían para cada una posterior.
Además de jueces y árbitros eran los organizadores generales, y estaban presentes en cada ceremonia y evento que tuviera lugar, teniendo el honor de entregar las coronas y ramas de palma a los ganadores. 
En los diez meses anteriores a los juegos vivían en un edificio de Elis específico para ellos llamado el Helanodiceo, que estaba cerca del gimnasio en el que se entrenaban los atletas. Mientras estaban allí, eran instruidos por los nomophýlakes (νομοφύλακες, literalmente «guardianes de la ley») en las reglas de los juegos.
Otra labor de los helanódicas era supervisar el entrenamiento de los atletas, seleccionando a los que mejor lo habían hecho, así como rechazar a aquellos que no estuvieran llevándolo a cabo con el suficiente nivel. Los entrenadores personales de los atletas tenían que estar presentes, pero no podían intervenir o eran penalizados. Evaluaban la conducta, el carácter y la moralidad de cada atleta, así como los atributos más valorados como la fuerza y la resistencia. Los que eran seleccionados entraban en una lista especial llamada el λεύκωμα, leukoma, una tableta blanca de yeso. 
Dos días antes de los juegos, los atletas que participaban abandonaban Elis para dirigirse a Olimpia en una procesión comandada por los helanódicas.
Eran famosos por su imparcialidad, y el público los tenía en alta estima. Mientras que el soborno y las trampas eran comunes entre los atletas, sólo hubo un posible caso de corrupción entre los jueces cuando uno de ellos ganó dos eventos ecuestres. Para asegurar la imparcialidad, no se les volvió a permitir la participación en los juegos, y esto constituye la única mancha en su impecable labor.[cita requerida]
- Datos: Q1491624
- Multimedia: Hellanodikai / Q1491624